# Tanytarsus pilosipennis
Tanytarsus pilosipennis är en tvåvingeart som först beskrevs av Jean-Jacques Kieffer 1910.  Tanytarsus pilosipennis ingår i släktet Tanytarsus och familjen fjädermyggor. Inga underarter finns listade i Catalogue of Life.